# سد أيت وعرضى
سد أيت وعرضى هو سد يقع في إقليم أزيلال بجهة بني ملال خنيفرة، تم بناؤه من 1948 إلى 1957، وهو مخصص لتجميع مياه سد بن الويدان وإعادة توزيعها.